# Molen Parklaan
Molen Parklaan was een windmolen in 's-Hertogenbosch. Deze molen bevond zich binnen de Vestingwerken van de stad.
Deze molen was bij het Beleg van 's-Hertogenbosch in 1601 in opdracht van Maurits van Nassau, de latere prins van Oranje, omgehaald. Doordat de belegeraars van Maurits van Nassau zich niet binnen de vestingwerken bevonden, moet dit zijn gebeurd door de Bosschenaren zelf.
Na het beleg werd er rapport op gemaakt van de schade die de stad had geleden. Van de molen werd toen gemeld dat hij zich bevond "achter de Cruijsbroederen bij de Vuchterenpoorte oostwaarts."
In 1680 wordt er op deze plek nog melding gemaakt van Bleycks Molen, die op lijsten voorkomt van de belastingen. Als dit klopt, dan was het type van de molen een korenmolen.